# 姆班加拉语
姆班加拉语是一种属于班图诸语言H组的语言，使用者是居住在安哥拉中北部的姆班加拉人。使用人数约有40万 至 44.8万之间。
姆班加拉人居住在罗安达东部，位于马兰热省。活动范围在Marimba、Kela、Kambundi Katembu 和 Kahombo 之间的地区。

## 语言分组
Ethnologue将姆班加拉语归入班图语支H组。具体而言，将其视为一种雅卡语言，与 隆佐语、恩贡戈语、贝伦德语、雅卡语、苏库语 和 松德语 同组。 然而，在 Glottolog 中，它被视为 Mbala-Holu-Sondi 语言（K.10）的一部分，属于中西部班图语言，与 霍鲁语、克维塞语、芬德语、姆巴拉语 和 松德语 并列。

## 方言
雍戈方言是姆班加拉语的一种方言。根据Ethnologue的说法，该方言与金邦杜语相似，但并非完全相同。

## 社会语言学、地位及语言使用
姆班加拉语是一种发展中的语言（EGIDS 5级）。它拥有活跃的使用群体，拥有书面文献并已标准化。《圣经》的部分篇章已被翻译成该语言，书写系统采用拉丁字母。